# 艾伦·蒙哥马利·刘易斯
艾伦·蒙哥马利·刘易斯爵士（英語：Allen Montgomery Lewis，1909年10月26日—1993年2月18日），圣卢西亚政治人物，曾于1974年至1980年，1982年至1987年两度担任圣卢西亚总督，他也是圣卢西亚自英国独立后的首任总督。曾获得诺贝尔经济学奖的威廉·阿瑟·刘易斯是他的胞弟。